# Leanid Apanasiuk
Leanid Mikałajewicz Apanasiuk (biał. Леанід Мікалаевіч Апанасюк, ros. Леонид Николаевич Апанасюк, Leonid Nikołajewicz Apanasiuk; ur. 8 stycznia 1956 we wsi Partyzanskaja w rejonie chojnickim) – białoruski kołchoźnik i polityk, w latach 2012–2016 deputowany do Izby Reprezentantów Zgromadzenia Narodowego Republiki Białorusi V kadencji.

## Życiorys
Urodził się 8 stycznia 1956 roku we wsi Partyzanskaja, w rejonie chojnickim obwodu homelskiego Białoruskiej SRR, ZSRR. Ukończył Białoruską Państwową Akademię Gospodarstwa Wiejskiego, uzyskując wykształcenie zootechnika. Pracował jako główny zootechnik, przewodniczący kołchozu „Armia Czerwona” w rejonie rohaczowskim, przewodniczący komitetu ds. gospodarstwa wiejskiego i żywności Homelskiego Obwodowego Komitetu Wykonawczego, przewodniczący Żłobińskiego Rejonowego Komitetu Wykonawczego.
18 października 2012 roku został deputowanym do Izby Reprezentantów Zgromadzenia Narodowego Republiki Białorusi V kadencji ze Żłobińskiego Okręgu Wyborczego Nr 40. Pełnił w niej funkcję członka Stałej Komisji ds. Ekologii, Eksploatacji Przyrody i Katastrofy Czarnobylskiej. Jego kadencja w Izbie Reprezentantów zakończyła się 11 października 2016 roku.

## Życie prywatne
Leanid Apanasiuk jest żonaty, ma dwoje dzieci.